# Чеверда, Андрей Геннадьевич
Андрей Геннадьевич Чеверда (укр. Андрій Геннадійович Чеверда; 14 декабря 1995, Гришковцы — 29 мая 2023, Берестовое) — украинский военнослужащий, солдат, участник российско-украинской войны. Герой Украины (2024, посмертно).

## Биография
Родился 14 декабря 1995 года в посёлке городского типа Гришковцы Бердичевского района Житомирской области.
С 28 февраля 2022 года проходил службу в составе 139-го отдельного батальона 115-й бригады Сил территориальной обороны Украины.
Погиб 29 мая 2023 года в бою возле населённого пункта Новосёловское Сватовского района Луганской области.
Похоронен в родном селе.

## Награды
- Звание «Герой Украины» с удостоением ордена «Золотая Звезда» (23 августа 2024, посмертно) — за личное мужество и героизм, проявленные в защите государственного суверенитета и территориальной целостности Украины, верность военной присяге[1].